# Saint-Joseph-de-Grantham
Pour les articles homonymes, voir Saint-Joseph.
Saint-Joseph de Grantham est un secteur de la ville de Drummondville depuis 1955. Elle porte, aujourd'hui, le nom de quartier Saint-Joseph. La municipalité fut fondée le 8 avril 1936. À partir de cette année-là, elle se dissociait de la paroisse Saint-Frédéric.